# Io e Caterina
Io e Caterina, Caterina y yo en España, es una película italiana poco conocida de 1980, escrita y dirigida por Alberto Sordi y Rodolfo Sonego y protagonizada por el propio Sordi, Catherine Spaak, Valeria Valeri, Elisa Mainardi, Rossano Brazzi y Edwige Fenech.

## Argumento
Enrico Melotti (Alberto Sordi), un hombre de negocios de mediana edad, está dominado por una tanto feroz como ingenua forma de machismo: considera a las mujeres solo por lo que pueden dar, tanto en términos de abuso emocional como sexual, tanto desde el punto de vista de los empleados domésticos como su esposa. En este sentido, tiene dificultades para hacer frente a su esposa, Marisa (Valeria Valeri), con su secretaria y amante Claudia (Catherine Spaak) y por su ama de llaves, Teresa (Elisa Mainardi). Durante un viaje de negocios a Estados Unidos, su amigo Arthur (Rossano Brazzi) le muestra cómo resolver los mismos problemas. En la casa de Arthur, Enrico se asombra de ver a Caterina, un robot con características femeninas que se ocupan de las tareas domésticas mejor que una persona porque no dormir y no necesita comer. Lo único que asusta Enrico es la insistencia del robot en busca de que Arthur no use el teléfono ni reciba mujeres.
Al regresar del viaje, Enrico de nuevo pelea con Claudia, Teresa y Marisa: ignora las protestas de Claudia (que quiere que el hombre finalmente deje a su esposa para quedarse con ella), critica el hecho de que Marisa tenga su trabajo y una vida social, y exige que Teresa realice un trabajo adicional en sus noches libres. Enrico decide entonces romper las relaciones con las tres mujeres y comprar un robot de Caterina que haga todo el trabajo, con la intención de vivir solo y no tener que responder ante nadie. En un primer momento, aunque el gasto es considerable, todo parece ir bien, aunque Caterina muestra reacciones extrañas casi de humana y le da alguna señal extraña de ansiedad durante una visita de Marisa a su exesposo.
Enrico cree que han resuelto todos sus problemas, así que comienza a buscar una compañía femenina que no implique demasiada responsabilidad para él, y lleva a su casa a la joven y bella Elisabetta (Edwige Fenech), que era conocida en los negocios de Marisa. Elisabetta, al ver Caterina, parece desconcertada como la exesposa de Enrico, sobre todo porque el robot parece rechazarla como lo hizo con Marisa. Cuando Enrico y Elisabetta van a pasar la noche. Caterina pierde todo control, y acaba por hacer un desastre en la casa e incluso tratar de matar a su amo, Elisabetta, presa del pánico, huye para no volver.
La intervención del ingeniero del fabricante del robot es de poca utilidad: Caterina, según el ingeniero, es una máquina tan refinada como para haber adquirido una autonomía casi completa de su configuración original. Frente al ingeniero, Caterina pretende comportarse para no ser eliminada y reemplazada, pero en cuanto el técnico vuelve a irse, Caterina le dice que no debe aceptar a ninguna mujer porque "ella ama", así que Enrico, cuando una chica americana lo llama para que él la invite, él se niega violentamente, temeroso de otra posible represalia del robot. La película termina con la cena de Enrico y Caterina, que baila con él, después de haber cerrado cuidadosamente todas las puertas que rodean la habitación.